# Scutellaria regeliana
Scutellaria regeliana là một loài thực vật có hoa trong họ Hoa môi. Loài này được Nakai miêu tả khoa học đầu tiên năm 1921.